# Униформа Армии обороны Израиля
Униформа Армии обороны Израиля (ивр. מדי צה"ל‎) — предметы форменной одежды и снаряжения военнослужащих Армии обороны Израиля. В настоящее время существуют различные виды униформы в зависимости от типа службы (срочная или сверхсрочная), рода войск (ВВС, ВМС или сухопутные войска), а также вида деятельности (парадная, повседневная, рабочая и т. п.).

## История униформы

### Война за независимость и пятидесятые годы
Через две недели после провозглашения Государства Израиль, 26 мая 1948 года был издан Указ об Армии обороны Израиля. Поначалу военнослужащие Армии обороны Израиля не имели никакого стандартного и унифицированного обмундирования. В основном военнослужащие одевались в самостоятельно приобретенную одежду цвета хаки (которую выпускала Текстильная компания АТА) или в форму, изъятую со складов оставленных эвакуированной Британской армией.

## Части униформы
В Армии Обороны Израиля используется несколько видов униформы:
- Повседневная форма (ивр. מדי א'‎ — мадей Алеф) — единая униформа класса А, носится в повседневной жизни и при выходе из базы.
- Полевая форма (ивр. מדי ב'‎ — мадей Бет) — единая униформа класса Б, носится во время боевой и профессиональной подготовки, а также во время работ на базе.
- Офицерская / Парадная форма (ивр. מדי שרד‎ — мадей срад) — надевается во время торжественных или официальных мероприятий.
- Заграничная форма (ивр. מדי גאלה‎ — мадей гала) — используется исключительно во время поездок за пределы границ Государства Израиль.

Повседневная форма для всех частей сухопутных войск имеет оливковый цвет, для ВВС и ВМС — бежевый. Форма состоит из берета, рубашки, брюк с ремнем, свитера, пиджака или блузки, и ботинок/сапог.
Парадная форма у военносужащих ВМС полностью белого цвета с чёрным ремнем.

### Головной убор
При прохождении курса молодого бойца (тиронут) или работах в поле используется панама зелёного цвета.
У каждой части войск свой цвет берета. Изначально в наземных и общих войсках выдают оливковый берет, у воздушных и морских войск берет тёмно серого цвета.
Во при ношении формы алеф обязательное ношение берета либо под левым погоном либо на голове с наклоном влево.

### Обувь
При поступлении на службу все солдаты получают берцы либо ботинки (девушки).
Есть два типа берцев — красные и чёрные. Они одинаковы, но красные выдают лишь некоторым бригадам, либо тем, кто с ними служил вместе.
Женские ботинки ниже берцев. Женщины имеют возможность носить сандалии в жаркую погоду.